# Drapetis ghesquierei
Drapetis ghesquierei är en tvåvingeart som beskrevs av Collart 1934. Drapetis ghesquierei ingår i släktet Drapetis och familjen puckeldansflugor.
Artens utbredningsområde är Kongo. Inga underarter finns listade i Catalogue of Life.